# Champions (film, 2023)
Pour les articles homonymes, voir Champions (homonymie).
Pour plus de détails, voir Fiche technique et Distribution.
Champions est un film américain réalisé par Bobby Farrelly et sorti en 2023. Il s'agit d'un remake du film espagnol du même nom sorti en 2018 de Javier Fesser.
Le film met en scène Woody Harrelson dans le rôle d'un entraîneur de basket-ball. L'homme, au tempérament imprévisible, est contraint d'entraîner une équipe de joueurs handicapés dans le cadre d'un service communautaire.

## Synopsis
Dans l'Iowa, Marcus Marakovich est l'entraîneur adjoint d'une équipe de basket-ball évoluant en ligue mineure. Impétueux et colérique, il se fait licencier après avoir bousculé l'entraîneur principal et percuté une voiture de police en état d'ivresse. Face au choix entre la prison et les travaux d'intérêt général, il choisit d'entraîner *The Friends*, une équipe de joueurs souffrant de trouble d'apprentissage.
D'abord réticent, Marcus commence à tisser des liens avec l'équipe et renoue notamment avec Alex, la sœur de Johnny, un joueur avec qui il avait eu une aventure. À mesure que Marcus apprend à se soucier des joueurs et de leur vie, son attitude change. Il tente d'utiliser le succès de l'équipe comme tremplin vers la NBA, mais après une série de révélations personnelles et de faux pas, notamment en blessant Johnny et en se montrant manipulateur, il change de cap.
Confronté à des problèmes de financement et à des difficultés personnelles, l'équipe atteint la finale des Special Olympics. Malgré la défaite, ils se considèrent comme des champions grâce à la progression de Marcus et à leur persévérance. Marcus décline une offre en NBA, reste en ville et commence à entraîner à l'Université Drake. Lui et Alex commencent à sortir ensemble, et Johnny emménage chez des amis.
Dans une scène post-générique, Showtime réussit enfin son plan arrière emblématique.

## Fiche technique
Sauf indication contraire, les informations mentionnées dans cette section peuvent être confirmées par les bases de données cinématographiques IMDb et Allociné,  présentes dans la section « Liens externes ».
- Titre original : Champions
- Réalisation : Bobby Farrelly
- Scénario : Mark Rizzo, d'après le film Champions écrit par David Marqués et Javier Fesser
- Musique : Michael Franti
- Décors : Jean-Andre Carriere
- Costumes : Maria Livingstone
- Photographie : C. Kim Miles
- Montage : Julie Garcés
- Production : Paul Brooks, Scott Niemeyer et Jeremy Plager

Producteurs délégués : Javier Fesser, Woody Harrelson, Alexander Jooss, Brad Kessell, Álvaro Longoria et Luis Manso
- Sociétés de production : Gold Circle Films
- Sociétés de distribution : Focus Features (États-Unis)
- Budget : N/A
- Pays de production :  États-Unis
- Langue originale : anglais
- Format : couleur
- Genre : comédie dramatique, sport
- Durée : 124 minutes
- Dates de sortie[1] :
  - États-Unis, Canada : 10 mars 2023
  - États-Unis, Canada : 28 avril 2023 (vidéo à la demande)
  - France : 9 novembre 2023 (vidéo à la demande[2])

## Distribution
- Woody Harrelson : Marcus Marakovich
- Kaitlin Olson : Alex
- Matt Cook : Sonny
- Ernie Hudson : Phil Perretti
- Cheech Marin : Julio
- Joshua Felder : Darius
- Mike Smith : McGurk
- Scott Van Pelt : lui-même
- Jalen Rose : lui-même
- Seán Cullen : Frank

## Production
Le tournage se déroule à Winnipeg au Canada, de novembre à décembre 2021. Quelques scènes sont tournées à Albany dans l'État de New York. Des figurants sont recrutés par le biais d'un appel au casting lancé par St. Amant, un organisme à but non lucratif du Manitoba pour aider les personnes atteintes de troubles du développement et d'autisme.

## Sortie et accueil

### Critique
Sur le site d'agrégation de critiques Rotten Tomatoes, le film obtient 59% d'avis favorables, pour 132 critiques. Le consensus suivant résumé les avis collectés : « Bien que ses tentatives apparentes d'être édifiantes puissent souvent paraître condescendantes, Champions est une comédie assez aimable avec des stars vraiment talentueuses. » Sur le site Metacritic, qui utilise une moyenne pondérée, le film obtient la note de 50⁄100 pour 34 critiques.

### Box office
Aux États-Unis et au Canada, Champions sort face à d'autres nouveautés comme Scream 6 et 65 : La Terre d'avant. Les estimations prévoit qu'il récoltera 5 millions de dollars pour son premier week-end d'exploitation, avec 3 030 copies. Champions réalise 1,8 million de dollars le premier jour. Il finit le week-end à 5,2 millions. Il engendre 3 millions de dollars le second week-end. Champions finit son exploitation nord-américaine avec 16,4 millions. Dans le monde, il totalise près de 22 millions de dollars.
En France, il sort en vidéo à la demande fin 2023, avant d'être diffusé sur Netflix début 2025.